# Lamprachaenium
Lamprachaenium là một chi thực vật có hoa trong họ Cúc (Asteraceae).

## Loài
Chi Lamprachaenium gồm các loài: